# Central Independent Television
Central Independent Television, mer känt som Central Television eller bara Central, är ett brittiskt TV-företag som sänder i Midlandsregionen. Man tog över efter Associated Television Network Limited 1982. Central kan ses som en fortsättning av ATV; sändningskontrollmyndigheten IBA fick ATV att flytta sitt huvudkontor från London till Midlands samt byta namn för att bättre reflektera sin region. ATV tvingades också sälja sina studior i Elstree till BBC och öppna nya i Nottingham.
När Central lanserades var regionen uppdelad i två underregioner för att möta kritiken mot att ATV setts som för West Midlands-centrerat: West Midlands med studior i Birmingham och East Midlands med studior i Nottingham. Det var liten skillnad mellan de båda regionerna, men de har båda var sitt nyhetsprogram: Central News för väster och Central News East för öster. Detta gjorde att BBC också började producera två nyhetsprogram (Midlands Today för väst East Midlands Today för öst). 1989 lade Central till en region för South Midlands, med Central News South, baserad i Abingdon (nära Oxford). BBC svarade dock inte på detta förrän år 2000.
Central köptes av Carlton Communications 1993, men behöll namnet Central på skärmen. Den 6 september 1999 fick de dock byta namn till Carlton (Central Region) på skärmen. Den 28 oktober 2002 blev namnet ITV1 Carlton (Central England), men företaget heter fortfarande Central Independent Television Limited. I och med sammanslagningen av Carlton och Granada den 2 februari 2004 blev varumärket ITV1 Central. Numera ägs Central Independent Television av ITV plc.
Bland program producerade av Central finns (vissa hade tidigare producerats av ATV):
- Auf Wiedersehen, Pet (1983 och 1986)
- Sharpe (1993-96)
- Blockbusters (1983-93)
- Spitting Image (1984-96)
- Cadfael
- Kommissarie Morse (1987-2001)
- Soldier Soldier (1991-97)
- Reportergänget (1989-93)
- Crossroads (långkörande såpopera)
- Bullseye (till 1995)
- The Price Is Right
- Tiswas (1982)